# Gmina Radziemice
Die Gmina Radziemice ist eine Landgemeinde im Powiat Proszowicki der Woiwodschaft Kleinpolen in Polen. Ihr Sitz ist das gleichnamige Dorf.

## Gliederung
Zur Landgemeinde (gmina wiejska) Radziemice gehören folgende 16 Dörfer mit einem Schulzenamt:
Błogocice
Dodów
Kaczowice
Kąty
Kowary
Obrażejowice
Lelowice
Łętkowice
Łętkowice-Kolonia
Przemęczany
Przemęczanki
Radziemice
Smoniowice
Wierzbica
Wola Gruszowska
Wrocimowice
Zielenice